# Cristián Campos Jara
Carlos Cristián Campos Jara (Talcahuano, 18 de noviembre de 1972) es un periodista, ingeniero comercial y político chileno, fue miembro del Partido por la Democracia (PPD). Fue diputado por la Región del Biobío entre 2010 y 2018.

## Biografía
Nació el 18 de noviembre de 1972, en Talcahuano. Su padre es Carlos Campos Fonseca, quien fue suboficial de la Armada de Chile. Su madre es Nancy Jara Zárate, quien se desempeñó como Presidenta del Centro Comercial Mercado de Talcahuano.
Divorciado y padre de tres hijos María Francisca, Carlos Cristián y Baltazar Alex.
Realizó la educación básica en la Escuela México de Talcahuano. Cursó sus estudios secundarios en el Colegio Inmaculada Concepción de la ciudad-puerto. Estudió periodismo en la Facultad de Ciencias Sociales de la Universidad San Sebastián, titulándose en 2000. Posteriormente prosiguió sus estudios superiores, graduándose en 2006 de Ingeniero Comercial en la Facultad de Ingeniería y Tecnología de la misma universidad.
En 2000, trabajó en el Fondo de Solidaridad e Inversión Social (Fosis) de la Región del Biobío, donde estuvo a cargo del sitio web zonaempresas.cl, y fue agente de desarrollo local para las comunas de Coronel, Lota, Lebu y Talcahuano. En diciembre de 2004, asumió como administrador municipal de la nueva comuna de Hualpén, cargo que mantuvo hasta octubre de 2009, donde ejerció variadas oportunidades la subrogancia de la alcaldía del municipio.[cita requerida]

## Carrera política
En 1996 comenzó su participación en política en el Partido por la Democracia fue Consejero Nacional y dirigente regional del partido hasta el año 2006. Desde el año 2000 en adelante, ha asesorado a candidatos en las campañas electorales.
En 2008, fue elegido por mayoría absoluta como presidente distrital del PPD (Talcahuano y Hualpén) y en el 2010 Presidente Regional.
En diciembre de 2009, fue elegido diputado en representación del PPD por la Región del Biobío, para el periodo legislativo 2010-2014, Distrito Nº 43, correspondiente a las comunas de Hualpén y Talcahuano.

## Historial electoral

### Elecciones parlamentarias de 2009
- Elecciones parlamentarias de 2009 para Diputados por el distrito 43 (Talcahuano y Hualpén)[1]

### Elecciones parlamentarias de 2013
- Elecciones parlamentarias de 2013 para Diputados por el distrito 43 (Talcahuano y Hualpén)[2]

### Elecciones parlamentarias de 2017
- Elecciones parlamentarias de 2017 a Diputados por el distrito 20 (Chiguayante, Concepción, Coronel, Florida, Hualpén, Hualqui, Penco, San Pedro de la Paz, Santa Juana, Talcahuano y Tomé)[3]